# R7 (raket)

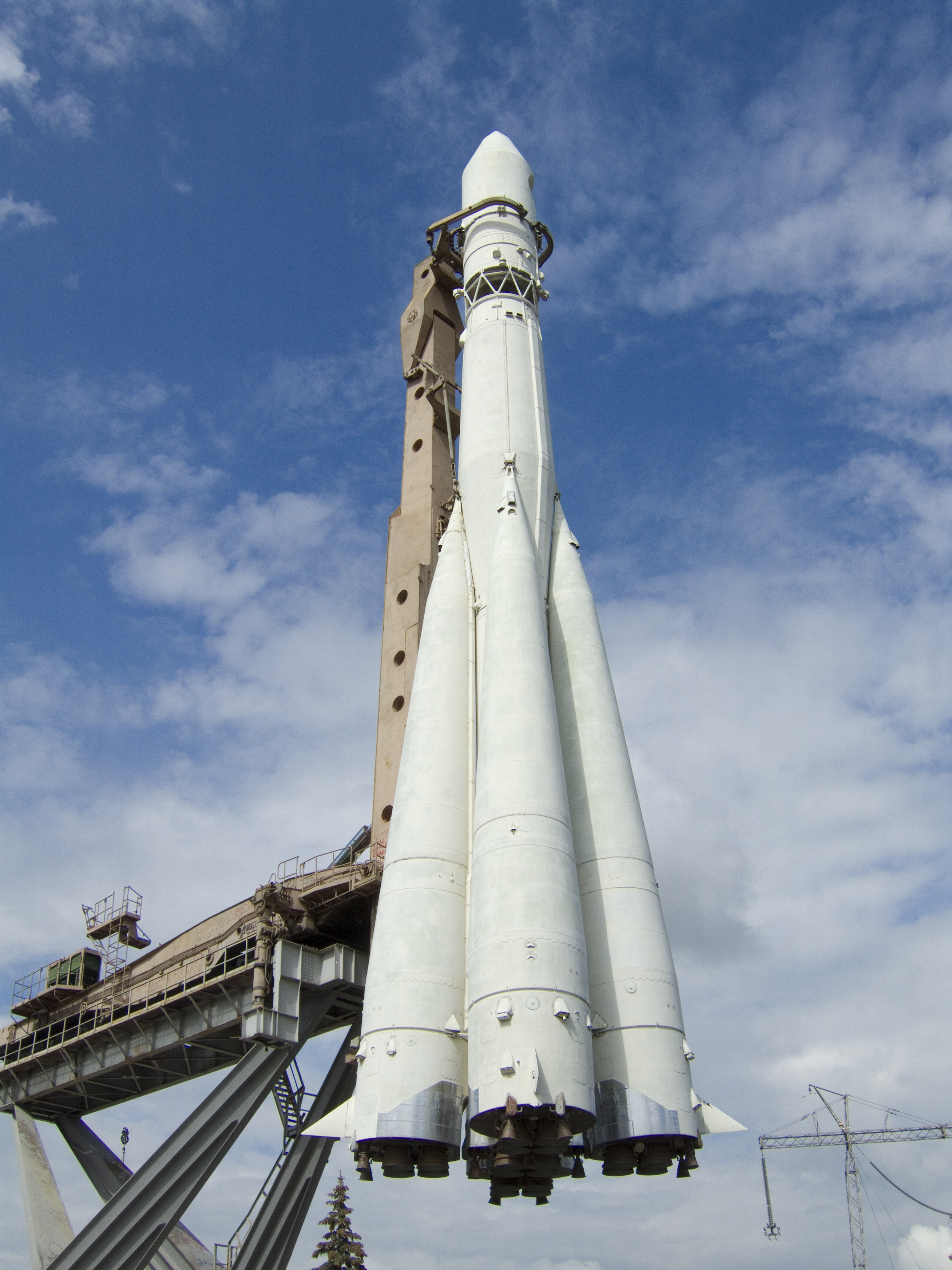
De R7 raket voor het ruimtepaviljoen in het VDNH te Ostantinko bij Moskou

De R7 (of Semjorka, Russisch: Семёрка) (NAVO-codenaam: Sapwood) was een door Sergej Koroljov ontworpen onbemande Russische draagraket die bekendstaat voor de lancering van de eerste kunstmatige satelliet Spoetnik 1 in 1957. Het was de eerste intercontinentale ballistische raket: oorspronkelijk was deze raket niet ontworpen voor een orbitale baan, maar met de bedoeling om kernbommen naar de Verenigde Staten te vervoeren. De R7 stond aan de basis van de Sojoez- Vostok-, Molnija-, en Voschod- raketten. De bijnaam Semjorka betekent letterlijk "het cijfer 7", in het Russisch.

## Trivia
De R7 was de eerste raket die het zogenaamde “kruis van Koroljov“ veroorzaakte. Dit is het effect dat te zien is wanneer de vier hulpraketten worden afgeworpen en synchroon in de vorm van een kruis van de tweede trap weg tuimelen terwijl deze hun resterende zuurstof via een stuwer aan de bovenzijde afblazen.